# Alexandre de Abreu Castanheira

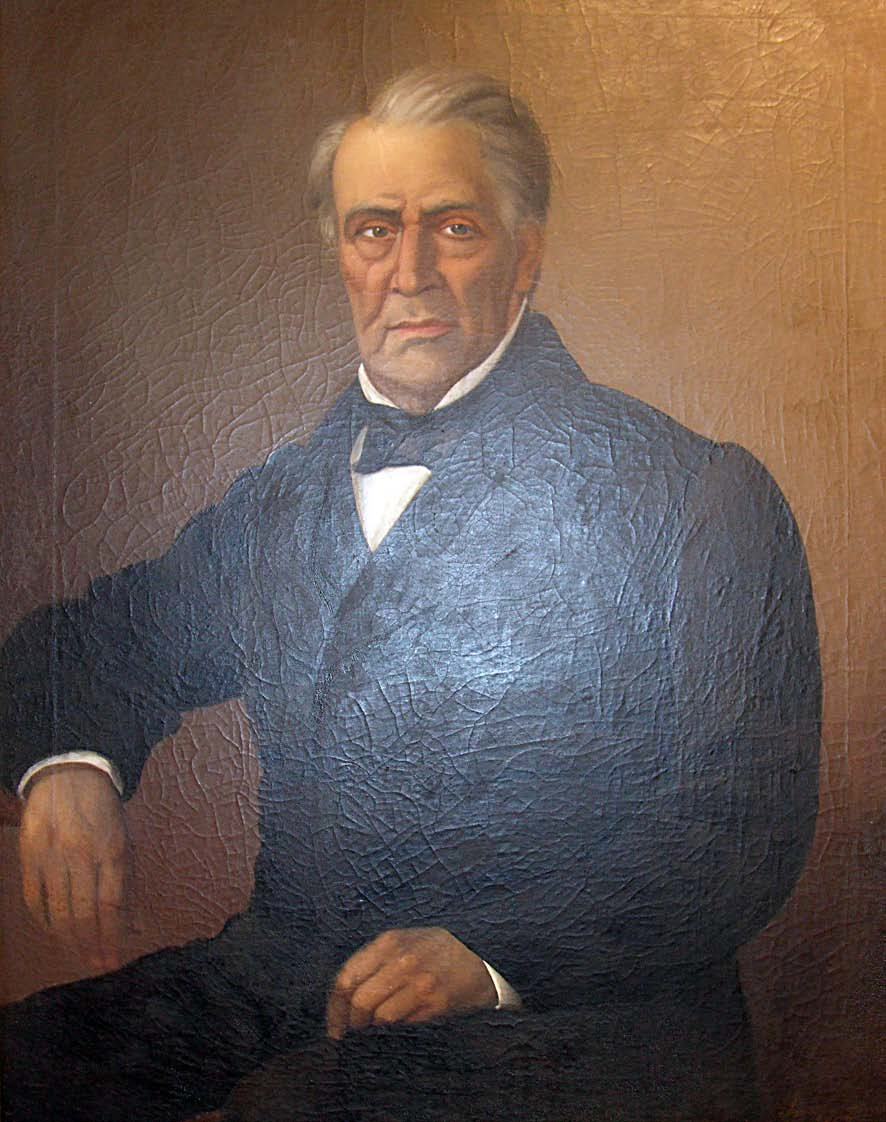
O Conselheiro Alexandre de Abreu Castanheira, em retrato de António José Pereira (Santa Casa da Misericórdia de Viseu)

Alexandre de Abreu Castanheira (1782/1783 - 1868) foi um juiz, político e escritor português.

## Biografia
Escreveu As Alagoas da Serra da Estrêla, Lisboa, 1836.
Foi o 7.º Governador Civil do Distrito da Guarda de 22 de Outubro de 1841 a 30 de Março de 1842.
Juiz Conselheiro do Tribunal de Contas, aposentado em 1859 com as honras de Conselheiro de Estado.